# Caesi carbonat
Caesi cacbonat là một hợp chất vô cơ có công thức hóa học Cs2CO3, tồn tại dưới dạng rắn, có màu trắng. Hợp chất này có độ hòa tan cao trong các dung môi phân cực như nước, cồn và DMF. Độ hòa tan của nó cao hơn trong dung môi hữu cơ so với các hợp chất cacbonat khác như natri cacbonat va kali cacbonat, mặc dù nó vẫn không tan trong các dung môi hữu cơ khác như toluen, p-xylen, và clorobenzen. Hợp chất này được sử dụng trong tổng hợp hữu cơ với tính base của nó. Hợp chất này cũng dường có ứng dụng trong chuyển đổi năng lượng.

## Điều chế
Caesi cacbonat có thể được điều chế bằng phương pháp nhiệt phân oxit của caesi. Khi đun nóng caesi oxalat, hợp chất này chuyển thành caesi cacbonat và cacbon monoxit được giải phóng:
Cs2C2O4 → Cs2CO3 + CO
Nó cũng có thể được tổng hợp bằng cách tạo phản ứng caesi hydroxide với carbon dioxide.
2CsOH + CO2 → Cs2CO3 + H2O

## Phản ứng hóa học
Caesi cacbonat là có vai trò rất quan trọng đối với việc N-alkyl hóa các hợp chất như sunfonamit, amin, β-lactam, indol, các hợp chất dị vòng, phthalimit và một số hợp chất khác tương tự. Nghiên cứu về các hợp chất này tập trung vào sự tổng hợp và hoạt tính sinh học của chúng.